# Amadeus IV van Genève
Amadeus IV van Genève (overleden op 4 december 1369) was van 1367 tot aan zijn dood graaf van Genève.

## Levensloop
Amadeus IV was de tweede zoon van graaf Amadeus III van Genève en diens echtgenote Maria, dochter van graaf Robert VII van Auvergne.
Na het overlijden van zijn oudere broer Aymon III werd hij in augustus 1367 graaf van Savoye. Hij zette het beleid van zijn vader en broer verder door het huis Savoye te respecteren en de bisschoppen van Genève en Lausanne te steunen tegen graaf Amadeus VI van Savoye. In mei 1368 huldigde hij Amadeus VI als de leenheer van zijn bezittingen.
Vervolgens reisde hij met Amadeus VI naar Italië om de rebellerende Filips II van Piëmont te onderwerpen en in september-oktober 1368 was hij aanwezig bij het proces van Filips II aan het hof van Amadeus VI in Rivoli. Vermoedelijk begeleidde Amadeus IV de graaf van Savoye naar Italië om met keizer Karel IV te kunnen spreken, die zich toen in Italië bevond. In februari 1369 werd hij door Karel IV erkend als vazal van het Heilige Roomse Rijk en benoemd tot paltsgraaf. 
In december 1369 stierf Amadeus IV. Omdat hij ongehuwd en kinderloos bleef, werd hij als graaf van Genève opgevolgd door zijn jongere broer Jan.